# Phaeomolis ochreogaster
Phaeomolis ochreogaster là một loài bướm đêm thuộc phân họ Arctiinae, họ Erebidae.